# Gruppo di NGC 973
Il Gruppo di NGC 973 comprende almeno venti galassie situate nella costellazione del Triangolo. La distanza media tra il centro di massa di questo gruppo e la nostra Via Lattea è di circa 213 milioni di anni luce (65,3 Mpc).

## Membri
Le galassie componenti il gruppo, indicate nell'articolo di Garcia del 1993 sono:
| Nome                | Classificazione | Tipo                | RA (J2000.0)  | DEC (J2000.0) | Velocità radiale (km/s) | Magnitudine apparente | Distanza (Mpc) | Dimensioni (kal) |
| ------------------- | --------------- | ------------------- | ------------- | ------------- | ----------------------- | --------------------- | -------------- | ---------------- |
| NGC 969             | S0              | Lenticolare         | 02h 34m 08.2s | 32° 56′ 49″   | 4508 ± 25               | 12,3                  | 63,2 ± 4,5     | 123              |
| NGC 973             | Sb              | Spirale             | 02h 34m 20.1s | 32° 30′ 20″   | 4855 ± 8                | 12,8                  | 68,3 ± 4,8     | 225              |
| NGC 974             | SAB(rs)b?       | Spirale intermedia  | 02h 34m 25.8s | 32° 57′ 16″   | 4500 ± 7                | 12,8                  | 63,1 ± 4,3     | 246              |
| NGC 1002 (=NGC 983) | SB(r)b?         | Spirale barrata     | 02h 38m 55.6s | 34° 37′ 20″   | 4720 ± 20               | 13,2                  | 66,5 ± 4,7     | 99               |
| NGC 987             | SB0/a           | Lenticolare         | 02h 36m 49.6s | 33° 19′ 38″   | 4567 ± 13               | 12,4                  | 64,2 ± 4,5     | 88               |
| NGC 1067            | SAB(s)c         | Spirale intermedia  | 02h 43m 50.5s | 32° 30′ 43″   | 4528 ± 3                | 13,8                  | 63,7 ± 4,5     | 71               |
| PGC 9821 (NGC 978A) | S0-?            | Lenticolare         | 02h 34m 47.0s | 32° 50′ 46″   | 4746 ± 24               | 9,423 ± 0,015a        | 66,8 ± 4,7     | 139              |
| PGC 9823 (NGC 978B) | S0              | Lenticolare         | 02h 34m 48.1s | 32° 50′ 29″   | 4336 ± 30               | ?                     | 60,7 ± 4,3     | 24               |
| UGC 1980            | S?              | Spirale             | 02h 30m 33.7s | 32° 10′ 34″   | 4774 ± 4                | 11,75                 | 67,1 ± 4,7     | 81               |
| UGC 2054            | Sdm?            | Spirale magellanica | 02h 34m 33.0s | 33° 56′ 31″   | 4437 ± 6                | 14,31                 | 62,2 ± 4,4     | 103              |
| UGC 2083            | Sbc             | Spirale             | 02h 36m 30.3s | 32° 42′ 55″   | 4696 ± 1                | 12,27                 | 66,0 ± 4,6     | 118              |
| UGC 2087            | Scd?            | Spirale             | 02h 36m 32.1s | 31° 35′ 51″   | 4894 ± 1                | 14,04                 | 68,9 ± 4,8     | 73               |
| UGC 2105            | (R')SB(s)a?     | Spirale barrata     | 02h 37m 39.9s | 34° 25′ 54″   | 4908 ± 2                | 12,91                 | 69,2 ± 4,9     | 83               |
| UGC 2131            | SB(r)d          | Spirale barrata     | 02h 38m 40.3s | 33° 26′ 44″   | 4617 ± 1                | 14,52                 | 64,9 ± 4,6     | 107              |
| UGC 2156            | SA(r)c          | Spirale             | 02h 40m 19.2s | 32° 15′ 44″   | 4477 ± 15               | 13,57                 | 62,9 ± 4,4     | 134              |
| UGC 2171            | Scd             | Spirale             | 02h 41m 55.1s | 32° 05′ 18″   | 4561 ± 5                | 13,85                 | 64,1 ± 4,5     | 75               |
| UGC 2198            | Sd              | Spirale             | 02h 43m 32.7s | 31° 47′ 24″   | 4710 ± 1                | 14,08                 | 66,3 ± 4,7     | 62               |
| UGC 2206            | S?              | Spirale             | 02h 43m 52.4s | 33° 20′ 56″   | 4725 ± 3                | 14,28                 | 66,6 ± 4,7     | 71               |
| UGC 2239            | SBbc?           | Spirale barrata     | 02h 46m 35.7s | 32° 26′ 57″   | 4825 ± 4                | 12,60                 | 68,1 ± 4,8     | 112              |
| MGC 5-7-30          | S?              | Spirale             | 02h 41m 00.5s | 32° 10′ 50″   | 4436 ± 1                | 14,86                 | 62,3 ± 4,4     | 44               |

- a Nell'infrarosso vicino.

Il sito DeepskyLog permette di trovare agevolmente le costellazioni in cui si trovano le galassie; in alternativa si possono utilizzare le coordinate delle galassie per individuarle. Se non altrimenti indicato, le coordinate sono quelle fornite dal sito NASA/IPAC (National Aeronautics and Space Administration / Infrared Processing and Analysis Center).